# Základový pás
Základové pásy tvoří základ pro budoucí zdivo. Pásy většinou tvoří prostý beton, železobeton či ložný kámen. Pásy většinou nejsou izolovány. Železobeton je výhodný z ekonomické stránky. Nejmenší šířkou u ložného kamene je 500 mm, u betonu je šířka 300 mm.
Vodorovná rovina, ve které se stýká se zeminou základ, se nazývá základová spára. Musí být umísťována v nezamrzavé hloubce a proto je minimální hloubka založení 800 mm pod upravovaným terénem. Menší hloubka je používána pod vnitřními zdmi či sloupy. Hloubka spáry se dále odvíjí od lokality umístění budoucí konstrukce.

## Galerie

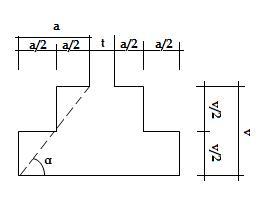
Pás dvoustupňový. a – převislá část základového pasu, t – tloušťka nadzákladového zdiva, v – výška základového pásu, α – roznášecí úhel
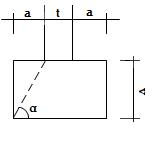
Pás jednostupňový. a – převislá část základového pasu, t – tloušťka nadzákladového zdiva, v – výška základového pásu, α – roznášecí úhel
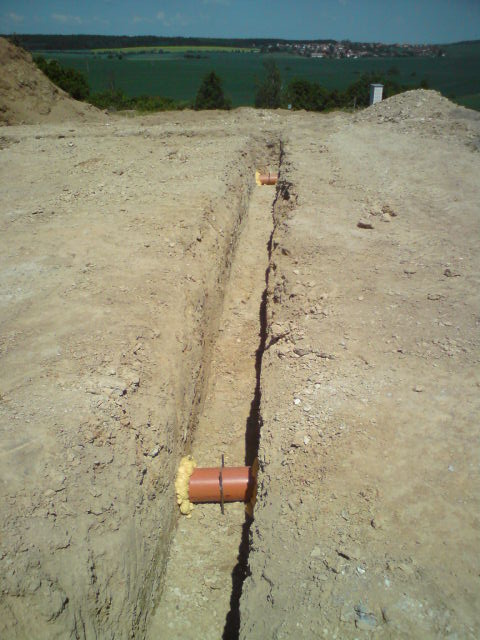
Pohled zblízka na základovou spáru